# Johann Friedrich Werner
Johann Friedrich Werner ab 1810 von Werner (* 13. Oktober 1776 in Vaihingen an der Enz; † 5. Juli 1827 in Stuttgart) war ein württembergischer Beamter.
Werner war der Sohn eines Stabsamtmanns. Er studierte Philosophie und Rechtswissenschaften an den Universitäten Stuttgart und Tübingen. Von 1797 bis 1802 war er Kanzleiadvokat im Oberrat, von 1802 bis 1809 Auditor und Regimentsquartiermeister und 1809 Kriegskommissar. Zwischen 1810 und 1819 wirkte er als Oberamtmann im Oberamt Brackenheim, bevor er dort wegen einer laufenden Untersuchung in den Ruhestand versetzt wurde. Bis 1820 war er einstweilen bei der Retardatenkommission in Stuttgart und als Justiziar der Ausstandskommission tätig. Von 1820 bis zu seinem Ruhestand aus Gesundheitsgründen 1822 war er Regierungsassessor bei der Regierung des Donaukreises.
Er wurde 1810 mit dem Ritterkreuz des Zivilverdienstordens ausgezeichnet, welches mit dem persönlichen Adelstitel (Nobilitierung) verbunden war.